# تاراس كولاكوف
تاراس كولاكوف (بالإنجليزية: Taras Kulakov) (و. 1987  م) هو يوتيوبي، ورياضي أوكراني، ولد في جمهورية أوكرانيا الاشتراكية السوفيتية.